# Колония (музикална група)
Вижте пояснителната страница за други значения на Колония.
„Колония“ е хърватска музикална група от Винковци, Хърватия.
Издали са над 12 албума. Познати са с победата на първото състезание по евроденс през 2001 г., както и с разнообразие от хитове през годините.

## История
Основана е през 1996 г. от Boris Đurđević и Tomislav Jelić, т.е. 2 диджеи от Винковци. И двамата не са пеели, но по-късно наемат Индира Владич за вокалистка. Името на групата идва от древното латинско име на хърватския град Винковци, което е било Colonia Aurelia Cibalae.
Първата песен на групата е „Nek' vatre gore sve“ от 1996 г. Пускана е по радиостанциите в цяла Хърватия и не е имала голям успех. Следващия сингъл е „Sve oko mene je grijeh“, който е достигнал до върховете на класациите в Хърватия и се е превърнал в хит. Скоро, групата подписва със звукозаписната компания „Crno-bijeli svijet (CBS)“, която е разпространила техния дебютен албум „Vatra i led“ през 1997 г., като са били продадени над 40 000 копия.
През 1998 г. Колония взема участие в HRT Dora. На финала, проведен на 6 март 1998 г., групата заема четвърто място с 87 точки с песента им „U ritmu ljubavi“. През 1999 г. групата пуска техния следваш сингъл „Njeno ime ne zovi u snu“ и малко по-късно техния следващ албум „Ritam ljubavi“. Групата е станала една от най-добрите в Хърватия. Подписват с Croatia Records и издават техния третия албум „Jača nego ikad“, който става популярен във всички бивши югославски страни.
Четвъртият албум е „Milijun milja od nigdje“, продадени са над 50 000 копия в Хърватия и над 300 000 копия по целия свят, което го прави най-популярния албум в Хърватия.
През 2002 г. издават и петия си албум – „Izgubljeni svijet“, който включва 13 песни и информация за развитието на групата от тяхното създаване, дискографията им, както и за техните видеа.
С песента „Oduzimaš mi dah“ печелят хърватския радио фестивал и песента се превръща в най-често слушаната песен в Хърватия.
През 2003 г. албумите „Milijun milja od nigdje“ и „Izgubljeni Svijet“ са издадени в Словакия и Чехия, където са достигнали върховете на музикалните класации. Същата година групата получава три награди – една за най-добър международен изпълнител и две за най-добра песен.
Година по-късно, през 2004 г. е издаден и английският вариант на песента „Za tvoje snene oči“ под името „A Little Bit of Uh La La“. Песента достига до №1 в канадските музикални класации.
През 2005 г. прекратяват договора си с Croatia Records и издават двоен диск с компилация от хитове и ремикси, както и представят своя нов албум „Najbolje od svega“. Албумът е издаден с помощта на техния нов продуцент Menart Records. Албумът също е бил издаден и в Русия, Украйна, Словакия, Чехия и други.
През лятото но 2006 г. започва турнето на групата. Първият град, който посещават е Умаг на 19 юли, а последният е Дубровник на 15 октомври същата година.
На 5 декември 2006 г. групата издава своя 8-и албум „Do kraja“. 2 години по-късно издава и деветия албум „Pod sretnom zvijezdom“, който включва 12 нови песни. През 2010 г. се издава е десетият албум – „X(Ten)“.

## Дискография
Албуми
- 1997: „Vatra i Led“ (Огън и лед)
- 1999: „Ritam ljubavi“ (Ритъмът на любовта)
- 2000: „Jača nego ikad“ (По-силни от всякога)
- 2001: „Milijun milja od nigdje“ (Милиони мили от непознатото)
- 2002: „Izgubljeni svijet“ (Изгубен свят)
- 2003: „Dolazi oluja“ (Бурята идва)
- 2005: „Najbolje od svega“ (Най-доброто)
- 2006: „Do kraja“ (До края)
- 2008: „Pod sretnom zvijezdom“ (Под късметлийската звезда)
- 2010: „X (Ten)“

Компилации
- 2002: „The Best of, Volume 1“
- 2005: „Gold Edition“
- 2009: „Special Dance edition“
- 2010: „Retroactive Early Years“